# Kohls Ranch
Kohls Ranch es un lugar designado por el censo ubicado en el condado de Gila en el estado estadounidense de Arizona. En el Censo de 2010 tenía una población de 46 habitantes y una densidad poblacional de 15,15 personas por km².

## Geografía
Kohls Ranch se encuentra ubicado en las coordenadas 34°19′16″N 111°5′2″O / 34.32111, -111.08389. Según la Oficina del Censo de los Estados Unidos, Kohls Ranch tiene una superficie total de 3.04 km², de la cual 3.04 km² corresponden a tierra firme y (0%) 0 km² es agua.

## Demografía
Según el censo de 2010, había 46 personas residiendo en Kohls Ranch. La densidad de población era de 15,15 hab./km². De los 46 habitantes, Kohls Ranch estaba compuesto por el 93.48% blancos, el 4.35% eran afroamericanos, el 0% eran amerindios, el 0% eran asiáticos, el 0% eran isleños del Pacífico, el 2.17% eran de otras razas y el 0% pertenecían a dos o más razas. Del total de la población el 2.17% eran hispanos o latinos de cualquier raza.